# Tauno Lindgren
Tauno Wilhelm Lindgren (* 4. Dezember 1911 in Kemi; † 25. Juni 1991 in Espoo) war ein finnischer Radrennfahrer und nationaler Meister im Radsport.

## Sportliche Laufbahn
Lindgren war im Straßenradsport und im Bahnradsport aktiv. 1936 startete er bei den Olympischen Spielen in Berlin. Im olympischen Straßenrennen kam er nicht ins Ziel. 1935 und 1936 war er im Eintagesrennen Siuntion ajot erfolgreich, 1935 bis 1937 gewann er das Rennen HP:n Propaganda-Ajot, 1937 bis 1939 das Nokian Ajo, 1937 das Myllymäen Ajot.